# Солтыс, Адам Мечиславович
Ада́м Мечисла́вович Со́лтыс (пол. Adam Sołtys; 1890, Лемберг, Австро-Венгрия, ныне Львов, Украина — 6 июля 1968, там же) — польский композитор, дирижёр и педагог. Сын композитора Мечислава Солтыса. Заслуженный деятель искусств Украинской ССР (1953).

## Биография
Родился 4 июля 1890 года[по какому календарю?]. В 1903—1911 годах учился во Львовской консерватории по классам скрипки (у Морица Вольфсталя) и фортепиано. В 1914 году окончил Музыкальную академию в Шарлоттенбурге (Германия) по классу композиции у Карла Леопольда Вольфа и Роберта Кана, в 1916 году — Берлинскую академию искусств по классу композиции у Георга Шумана, в 1921 году — музыковедческое отделение Берлинского университета у Германа Кречмара, Йоханнеса Вольфа и Карла Штумпфа.
С 1921 года — преподаватель, с 1940 года — профессор, в 1930—1939 годах — директор, а в 1944—1964 годах — заведующий кафедрой хорового дирижирования Львовской консерватории, с 1965 года — профессор-консультант.
Среди его учеников: Мирослав Скорик, Георги Димитров и другие. С 1921 года — дирижёр, а с 1928 года — главный дирижёр Польского музыкального товарищества во Львове (до 1939 года).
С 1940 года — дирижёр Львовской филармонии.
Писал романсы, например, цикл на стихи польских поэтов (1928), а также музыку к спектаклям, в частности к «Каменному властелину» Леси Украинки (1941). Занимался обработкой украинских и польских народных песен.
Умер 6 июля 1968 года во Львове. Похоронен на Лычаковском кладбище в семейном склепе рядом с отцом.

## Сочинения
- балет «Львиное сердце» (1930)
- симфоническая увертюра «Аретуза» (1914)
- «Элегия» (1918)
- симфония № 1 (1922)
- симфония № 2 (1946)
- «Гуральская сюита» (на темы польских горцев, 1941)
- симфоническая поэма «Славяне» (1947)
- симфоническая поэма «За мир» (1952)
- «Сюита на славянские темы» (1949)
- «Приветственная увертюра» (1950)
- «Фантазия на тему „Варшавянки“» (1958)
- концерт (1964)
- «Колыбельная» для голоса и симфонического оркестра (1941)
- «Дороженька» для голоса и симфонического оркестра (1950)
- камерный квартет (1904)
- «Танок» для деревянных духовых инструментов и валторны (1953)
- сюита для струнного квартета и арфы (1953)
- «Сюита на польские темы» для струнного квартета (1935)
- «Интрада» для трёх тромбонов и тубы (1954)
- соната для скрипки и фортепиано (1925)
- три пьесы для скрипки и фортепиано (1947)
- «Сюита на польские темы» для скрипки и фортепиано (1954)
- «Куявяк» для скрипки и фортепиано (1962)
- фортепианная соната (1914)
- вариации для фортепиано (1916, op. 4)
- фортепианная сюита (1914)
- «Рондо» для фортепиано (1914)
- «Интермеццо» для фортепиано (1916)
- три пьесы для фортепиано (1964)

## Награды
- 1953 — Заслуженный деятель искусств Украинской ССР